# Vizcaiña
Vizcaiña es el nombre de una variedad cultivar de manzano (Malus domestica). Esta manzana es originaria de Galicia, está cultivada en la colección de árboles frutales y banco de germoplasma de Mabegondo con el N.º 254; ejemplares procedentes de esquejes localizados en Meaño (Pontevedra).

## Sinónimos
- "Manzana Vizcaiña",[4][5]
- "Maceira Vizcaiña".

## Características
El manzano de la variedad 'Vizcaiña' tiene un vigor vigoroso. Tamaño grande y porte erguido.
Época de inicio de brotación a partir del 27 de abril y de floración a partir del 15 de mayo.
Las hojas tienen una longitud del limbo de tamaño largo, con la máxima anchura del limbo es ancha. Longitud de las estípulas es larga y la máxima anchura de las estípulas es media. Denticulación del borde del limbo es serrado, con la forma del ápice del limbo cuspidado y la forma de la base del limbo es obtuso. Con subestípulas ausentes.
Sus flores tienen una longitud de los pétalos larga, con una anchura de los pétalos ancha, disposición de los pétalos en contacto
entre sí, con una longitud del pedúnculo larga.
La variedad de manzana 'Vizcaiña' tiene un fruto de tamaño medio, de forma globoso-cónica, de color amarillo, con chapa lavada, e intensidad pálida. Epidermis de textura desigual, sin pruina en su superficie y con presencia de cera nula. Sensibilidad al "russeting" (pardeamiento áspero superficial que presentan algunas variedades)  sensible. Con lenticelas de tamaño mediano.
Los sépalos están dispuestos de forma replegados, y libres en su base; su fosa calicina es profunda y de una anchura media. Pedúnculo de grosor estrecho y de longitud largo, siendo la cavidad peduncular de una profundidad media y de anchura media. Con pulpa de color blanca, cuya firmeza es intermedia y su textura es intermedia; su jugosidad es intermedia, con sabor de acidez débil, y aromática.
Época de maduración y recolección a partir del 1 de octubre. 'Vizcaiña' es una manzana que su destino es la conservación de esta variedad en el banco de germoplasma de Mabegondo como reserva genética.

## Susceptibilidades
- Oidio: ataque medio
- Moteado: no presenta
- Raíces aéreas: no presenta
- Momificado: no presenta
- Pulgón lanígero: ataque débil
- Pulgón verde: ataque débil
- Araña roja: no presenta
- Chancro del manzano: no presenta.[3]